# Eaton Bray
Eaton Bray è un paese di 6 209 abitanti della contea del Bedfordshire, in Inghilterra.

## Storia
Il termine Eaton, comune in Inghilterra, deriva dall'inglese antico e significa fattoria sul fiume. Sono infatti presenti molte sorgenti naturali nel villaggio e nelle sue vicinanze. Il nome Bray, invece, si rifà a Sir Reginald Bray e alla relativa famiglia, che una volta possedeva il maniero del villaggio. Oggi il maniero si trova nel Park Farm.

Del castello con fossato oggi resta il solo fossato.
Il villaggio è citato nel Domesday Book del 1086 con il nome antico di Eitone. Dopo l'invasione di Guglielmo il Conquistatore il maniero di Eitone viene dato al suo fratellastro, Ottone, Vescovo di Bayeux. Più tardi Ottone entrò in conflitto con Guglielmo e venne imprigionato: il maniero tornò quindi di proprietà della corona.
Fu William Cantelupe, all'inizio del Duecento a ingrandire il maniero e a dotarlo di un fossato e del relativo cancello con ponte levatoio. All'epoca il castello era dotato di varie camere e gallerie, dispense, granaio e stalle per 60 cavalli. Il maniero rimase ai discendenti di Canteloupe, i de la Zouch, fino alla guerra delle due rose. John de la Zouch si schierò con Riccardo III. Quando questi venne battuto da Enrico VII il castello venne tolto ai suoi possessori e dato a Reginald Bray.
Reginald Bray, statista e architetto, costruì un nuovo maniero sulle rovine del precedente e ampliò la chiesa di Santa Maria, dove venne sepolta sua moglie Jane. Una targa la rappresenta con una cuffia alla parigina e circondata dalle sue 10 figlie e 1 figlio maschio.
La famiglia Bray finisce nella metà del Cinquecento con la morte di John Bray. La chiesa e le adiacenze passarono sotto il controllo del Trinity College di Cambridge. Alla fine del Novecento la famiglia Wallace si stabilì nel villaggio dove avviò una fiorente produzione di garofani e fornì lavoro agli abitanti fino a dopo la seconda guerra mondiale. I Wallace si interessarono molto delle sorti del villaggio e contribuirono ad ampliare a loro volta la chiesa. Oggi numerose vie portano il loro nome o il nome di una delle varietà di piante che crearono.
Presso la chiesa si trova il caffè, un interessante edificio vittoriano costruito da uno dei vicari della parrocchia. Il vicario, rigorosamente astemio, intese con questo incoraggiare gli abitanti a non frequentare più i pub del villaggio, offrendo loro un'alternativa.